# Színes Ász
A Színes Ász (korábbi nevein Napi Ász, majd Új Ász) egy magát függetlennek nevező, Magyarországon megjelenő bulvár napilap.

## Története

### Napi Ász
A lap 2004. május 27-én Napi Ász címen indult, és magát úgy határozta meg, mint egy „politikailag független napilap, melynek célja a szórakoztatás, célközönsége mindenki, akinek kíváncsiságát a szenzációorientált, bulvár jellegű sajtó kielégíti”. Öndefiníciójuk szerint a lap stílusa információgazdag, független, szókimondó, naprakész és hiteles. Célcsoportja a 19-49 év közötti korosztály, a legalább középfokú végzettséggel rendelkező, BCD társadalmi státuszú, nagyvárosban és Budapesten élő aktív dolgozók.
A napilap első kiadója a G-Publishing Kft., nyomdája a Szikra Lapnyomda Rt. volt, felelős kiadója pedig Konsztantinosz Gerou görög üzletember, a Hustler európai licenctulajdonosa, aki 2001-ben közép-európai médiaterjeszkedési törekvésekbe fogott.
„Constantine Gerounak Közép-Kelet Európa számos országában (Romániában, Bulgáriában, Görögországban) van kiadója, mely mindenhol azonos típusú lapokat ad ki. Magyarországon övé két havilap (Cinema, Hustler), két 2 hetilap (Star, Sorry) és a Napi Ász. Gerou stratégiája, hogy a piacon lévő legsikeresebb lapokat másolja le és hasonló címmel (Story/Sorry) adja ki őket. A stratégia további része, hogy reklámra nem költenek és a lehető legkisebb szerkesztőségekkel dolgoznak.”
Gremsperger Péternek, az újság tipográfusának véleménye szerint az induláskor a lap egy az egyben a Blikk tipóját vette át, még a vasárnapi kisebb mellékletet is utánozta (a lap vasárnaponként Vasárnapi Ász címen jelent meg).
A Napi Ász legelső főszerkesztője Riskó Géza volt, aki több napilapnál és a közmédia sportfőszerkesztőjeként is dolgozott. Őt a poszton 2005 júniusában L. Kelemen Gábor, majd alig három hónap után Gál Gyula követte.
2008-ban a lap napi példányszáma 47 ezer körül mozgott.
A Napi Ász híreit a Startlaphoz tartozó Hírstart.hu aggregátor weboldal szemlézte.

### Új Ász
A lapot 2011-ben Új Ász címen már a Philonia Hungary Kft. adta ki, és a Magyar Közlöny Lap- és Könyvkiadó nyomdájában készült. Ekkor még mindig a harmadik számú napilap volt a Blikk és az ekkorra már több névcserén átesett Bors mögött.
Az Új Ászt elsőként kiadó Mai-Ász Kft., mai nevén Színesászmédia Kft. a céginformációs rendszer szerint 3 millió forintos jegyzett tőkével rendelkezik, és Gerou továbbra is a lap tulajdonosa.

### Színes Ász
2014. április 17-ét követően az Új Ász váratlanul lekerült az újságosstandokról, majd 8 nappal később, április 25-én már Színes Ász címen jelent meg változatlan tipográfiával és tartalommal, ugyanúgy naponta, mint elődje, viszont a nyomás Pozsonyba költözött. Ezután a szerkesztőség is áttelepült a terézvárosi Vörösmarty utcából Zuglóba, illetve a lap layoutja is némileg megváltozott. Azóta a napi példányszám drámaian visszaesett.
2014 júniusában a harmadik Orbán-kormány reklámadó elleni tiltakozásaihoz a Színes Ász is csatlakozott.
A kiadványt a Magyar Posta terjeszti.
A lap ugyan bejegyeztette a szinesasz.hu domaint, ugyanakkor sem interneten, sem Facebookon nem elérhető, így az egyetlen magyar nyelvű napilap, ami kizárólag nyomtatott kiadásban olvasható.